# Orde van Onze-Lieve-Vrouwe van de Distel
De Orde van Onze-Lieve-Vrouwe van de Distel werd in 1370,  door Lodewijk II "de goede", hertog van Bourbon, gesticht als een uitbreiding van zijn Orde van het Gouden Schild. Men noemt de orde ook "Bourbonorde". De ridderorde had 27 adellijke ridders. De orde ontleent haar ontstaan aan de gordel die de gegijzelde hertog in zijn Engelse gevangenschap droeg en die hij "de gordel van de hoop" ("de l'espérance") noemde. Dat doet vermoeden dat op de gordel distels, misschien in combinatie met een afbeelding van de Heilige Maagd, waren afgebeeld.
Ackermann vermeldt deze ridderorde als een historische orde van Frankrijk en schrijft dat de orde volgens andere bronnen pas in de 15e eeuw werd gesticht.